# George Clinton (wiceprezydent)
George Clinton (ur. 26 lipca 1739 w New Windsor, zm. 20 kwietnia 1812 w Waszyngtonie) – amerykański polityk i wojskowy, 4. wiceprezydent Stanów Zjednoczonych (1805–1812).
Syn irlandzkiego emigranta, w młodości służył w armii brytyjskiej. Studiował prawo i pracował jako urzędnik. Został wybrany do Kongresu Kontynentalnego, głosował za przyjęciem Deklaracji Niepodległości; przed jej podpisaniem wrócił jednak do służby wojskowej (generał brygadier w armii Waszyngtona). Opowiedział się za konstytucją amerykańską dopiero po przyjęciu pierwszych poprawek (Bill of Rights).
Zaprzyjaźniony z George’em Washingtonem; w latach 1777–1795 był pierwszym gubernatorem stanu Nowy Jork, ponownie na tym stanowisku 1801–1804. Od 1805 wiceprezydent USA, początkowo przy osobie Thomasa Jeffersona, następnie (od 1809) przy osobie Jamesa Madisona. Był pierwszym wiceprezydentem zmarłym w trakcie kadencji (jako wiceprezydent zmarł także jego następca, Elbridge Gerry).
Jego bratankiem był dwukrotny gubernator stanu Nowy Jork, DeWitt Clinton.